# Ceres-1

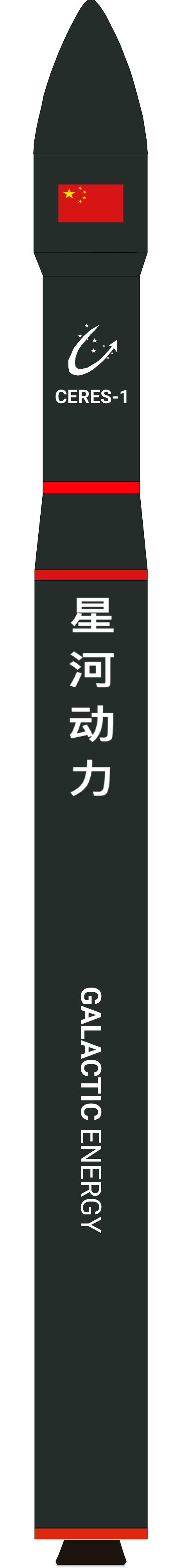
Ceres-1

Die Ceres-1 (chinesisch 谷神星一号, Pinyin Gǔshénxīng Yīhào) ist eine Trägerrakete des chinesischen Herstellers Galactic Energy.
Sie dient zum Transport von Kleinsatelliten in niedrige Erdumlaufbahnen und sonnensynchrone Orbits.
Die Rakete ist nach dem Zwergplaneten Ceres benannt, dem größten Objekt im Asteroidengürtel. Dessen Name stammt wiederum von der römischen Gottheit Ceres.

## Aufbau und Daten

### Festlandsversion
Die Ceres-1 ist 19 Meter lang, besitzt einen Durchmesser von 1,4 m und hat ein Startgewicht von 30 t. Sie besteht aus drei Stufen mit Feststofftriebwerken und einer oberen Stufe mit Flüssigkeitsantrieb. Die erste Stufe hat einen Startschub von rund 600 kN, die zweite 280 kN und die dritte 88 kN.
Die flüssigkeitsgetriebene vierte Stufe besitzt in der Hochatmosphäre eine Schubkraft von 2 kN.
Als maximale Nutzlast nennt Galactic Energy 350 kg für eine erdnahe Umlaufbahn, 300 kg für eine sonnensynchrone Umlaufbahn von 500 km Höhe und 230 kg für eine sonnensynchronen Umlaufbahn von 700 km Höhe.
Mitte Juli 2020 gelangen erstmals Versuche, die weitgehend montierte Rakete aufzurichten, der erfolgreiche Erstflug vom Kosmodrom Jiuquan fand am 7. November 2020 statt.
Dabei wurde für die Pekinger Guodian Gaoke Technologie GmbH (北京国电高科科技有限公司) der von der ASES Spaceflight Technology, einer Tochterfirma der Shanghaier Akademie für Raumfahrttechnologie gebaute, 50 kg schwerer Datensammelsatellit Tianqi-11 in einen sonnensynchronen Orbit von 500 km Höhe gebracht.
Beim zweiten Exemplar der Rakete wurde die Metallschale der zweiten Stufe durch kohlenstofffaserverstärkten Verbundwerkstoff ersetzt. Im August 2021 begann man mit der Endmontage, im Oktober jenes Jahres verließ die Rakete die Fabrik und wurde zum Kosmodrom Jiuquan gebracht. Am 7. Dezember 2021 transportierte die Rakete, die nach einem Sponsor den Namen „Ping An Bank Mobile-Banking“ trug, fünf kleinere Satelliten und drei Erinnerungsstücke der Ping An Bank in eine sonnensynchrone Umlaufbahn von 500 km Höhe. Mit dem erfolgreichen Start wurde Galactic Energy das erste chinesische Privatunternehmen, dem zwei Orbitalflüge gelangen.
Bei dem am 9. August 2022 gestarteten dritten Exemplar der Rakete wurde der Durchmesser der Nutzlastverkleidung auf 1,6 m und ihre Länge auf 5,2 m erhöht. Dadurch vergrößerte sich der zur Verfügung stehende Raum auf 8,1 m³. Die Gesamtlänge der Rakete hatte sich dadurch auf 20 m erhöht, ihr Startgewicht auf 33 t.
Galactic Energy entwickelte für die Ceres-1 ein eigenes, sowohl für Starts von Land als auch von Schiffen geeignetes Startfahrzeug (海陆通用机动发射平台), mit dem die Rakete horizontal zum Startgelände transportiert und, nachdem das Fahrgestell seitlich herausgefahren wurde, aufgerichtet werden kann. Die Rakete mit der Nutzlast ist durch eine aufklappbare Schale vor den auf den Kosmodromen Jiuquan und Taiyuan sehr kalten Wintertemperaturen geschützt.
Mit diesem Fahrzeug reduziert sich die Zeit für die Startvorbereitung von vier auf eine Stunde. Der erste Start einer Ceres-1 mit dem Anfang September 2022 fertiggestellten Fahrzeug fand am 16. November 2022 statt.
Beim neunten Festlandstart der Ceres-1 am 21. September 2023 kam es erstmals zu einem Verlust der Rakete und ihrer Nutzlast. Die Unfalluntersuchung ergab, dass bei der Herstellung der Triebwerksdüse der Erststufe ein Defekt an deren ablativem Hitzeschild entstanden war. Während des Flugs nutzte sich die Düsenbeschichtung zu schnell ab, was zu einer instabilen Fluglage führte. Galactic Energy verbesserte daraufhin den Herstellprozess und die Qualitätskontrolle.

### Seestart-Version
Am 5. September 2023 fand – in Sichtweite der Küste – erstmals ein Seestart von einem vom Ostchinesischen Raumfahrthafen in Haiyang, Provinz Shandong, etwas aufs Meer hinausgeschleppten Seeleichter aus statt.
Hierzu wurde die spezielle Variante Ceres-1H (von chin. 海射型, Hǎishè Xíng „Seestart“) verwendet, die vom selben Startfahrzeug wie die Festlandsversion startet, wobei die Triebwerke anders als zum Beispiel bei der Changzheng 11H, die zuerst mit Pressluft aus einer Startröhre geschleudert wird, direkt auf dem Deck gezündet werden. Die Rakete ist gegen den Seegang am unteren Ende mit Magnesiumbändern auf dem Deck fixiert, die beim Zünden der Triebwerke sofort verbrennen. Bei dem Start am 5. September 2023 wurden vier Satelliten in eine um 50° zum Äquator geneigte Umlaufbahn von 800 km Höhe befördert, 300 km mehr als die bis dahin bedienten sonnensynchronen Umlaufbahnen von 500 km Höhe.
Galactic Energy war damit das erste private Raumfahrtunternehmen Chinas, das eine Nutzlast in einer derartigen Bahn aussetzte. Die Ceres-1H war auch die erste Feststoffrakete weltweit, die auf See ungezielt startete und erst während des Fluges durch bordeigene Navigationssysteme und per Fernsteuerung gelenkt wurde.
Die Ceres-1H entspricht äußerlich der ab 2022, also ab dem dritten Exemplar, eingesetzten Variante der Ceres-1. Sie ist 20 m lang, besitzt einen Durchmesser von 1,4 m und hat ein Startgewicht von 33 t; der Durchmesser der Nutzlastverkleidung beträgt 1,6 m. Die Schubkraftverteilung der einzelnen Stufen ist jedoch anders als bei der Festlandsvariante: die erste Stufe der Ceres-1H hat einen Startschub von nur 560 kN, die zweite dafür 315 kN und die dritte 150 kN. Die flüssigkeitsgetriebene vierte Stufe besitzt in der Hochatmosphäre eine Schubkraft von 2,5 kN. Daher werden die Festlandsversion und die Seestart-Version der Rakete separat durchnummeriert. Die am 25. August 2023 vom Kosmodrom Jiuquan gestartete Ceres-1 trug die Seriennummer Y8, die am 5. September 2023 vor der Küste von Shandong gestartete Ceres-1H trug die Seriennummer Y1.

## Startliste
Dies ist eine Liste aller Ceres-1-Starts, Stand 19. Mai 2025.
| Nr.  | Datum (UTC)         | Typ Seriennr. | Startplatz               | Nutzlast                                                                                            | Art der Nutzlast | Umlaufbahn        | Anmerkungen                  |
| 2020 | 2020                | 2020          | 2020                     | 2020                                                                                                | 2020 | 2020              | 2020                         |
| ---- | ------------------- | ------------- | ------------------------ | --------------------------------------------------------------------------------------------------- | --- | ----------------- | ---------------------------- |
| 1    | 7. Nov. 2020 07:12  | Ceres-1 Y1    | Jiuquan                  | Tianqi 11 (Scorpio-1)                                                                               | Internet der Dinge | SSO               | Erfolg Erstflug der Ceres-1  |
| 2021 |                     |               |                          | | |                   |                              |
| 2    | 7. Dez. 2021 04:12  | Ceres-1 Y2    | Jiuquan                  | Tianjin Daxue 1 Baoyun Lize-1 Jinzijing 5 (Golden Bauhinia 5) Jinzijing 1-03 (Golden Bauhinia 1-03) | IR-Erdbeobachtung TE Fernerkundung                                                                                       | SSO               | Erfolg                       |
| 2022 |                     |               |                          | | |                   |                              |
| 3    | 9. Aug. 2022 04:11  | Ceres-1 Y3    | Jiuquan                  | Taijing 1-01/02 Donghai-1                                                                           | 2× Erdbeobachtung TE | SSO               | Erfolg                       |
| 4    | 16. Nov. 2022 06:20 | Ceres-1 Y4    | Jiuquan                  | Jilin 1 Gaofen 03D08, 51–54                                                                         | 5× Erdbeobachtung | SSO               | Erfolg                       |
| 2023 |                     |               |                          | | |                   |                              |
| 5    | 9. Jan. 2023 05:04  | Ceres-1 Y5    | Jiuquan                  | Keji 1 Tianqi 13 Tianmu 1-01/02 Nantong Zhongxue                                                    | Erdbeobachtung Internet der Dinge 2× Wetterbeobachtung Schülersatellit                                                   | SSO               | Erfolg                       |
| 6    | 22. Juli 2023 05:07 | Ceres-1 Y6    | Jiuquan                  | Qiankun-1 Xingshidai-16                                                                             | TE/VLEO KI-Erdbeobachtung                                                                                                | SSO               | Erfolg                       |
| 7    | 10. Aug. 2023 04:03 | Ceres-1 Y7    | Jiuquan                  | Xiguang 1-01 Xingchi 1B Diwei Zhineng Yingji 1 Xi’an Hangtou 88, 96, 104, 112                       | Erdbeobachtung/Hyperspektral Erdbeobachtung/Kommunikation/Navigation Erdbeobachtung/Katastrophenschutz 4× Erdbeobachtung | SSO               | Erfolg                       |
| 8    | 25. Aug. 2023 04:59 | Ceres-1 Y8    | Jiuquan                  | Jilin 1 Kuanfu-02A                                                                                  | Breitschwad-Erdbeobachtung                                                                                               | SSO               | Erfolg                       |
| 9    | 5. Sep. 2023 09:34  | Ceres-1H Y1   | Gelbes Meer              | Tianqi 21–24                                                                                        | 4× Internet der Dinge | 791 × 810 km, 50° | Erfolg Erstflug der Ceres-1H |
| 10   | 21. Sep. 2023 04:59 | Ceres-1 Y11   | Jiuquan                  | Jilin 1 Gaofen 04B                                                                                  | Erdbeobachtung |                   | Fehlschlag                   |
| 11   | 4. Dez. 2023 23:33  | Ceres-1 Y9    | Jiuquan                  | Tianying 16 Xingchi 1A                                                                              | Wetterbeobachtung Erdbeobachtung                                                                                         | Terminator-Bahn   | Erfolg                       |
| 2024 |                     |               |                          | | |                   |                              |
| 12   | 29. Mai 2024 08:12  | Ceres-1H Y2   | Gelbes Meer              | Tianqi 25–28                                                                                        | 4× Internet der Dinge |                   | Erfolg                       |
| 13   | 30. Mai 2024 23:39  | Ceres-1 Y12   | Jiuquan                  | 2× Jiguang Xingzuo 3× Yunyao                                                                        | Technologieerprobung Erdbeobachtung                                                                                      |                   | Erfolg                       |
| 14   | 6. Juni 2024        | Ceres-1 Y13   | Jiuquan                  | TEE-01B Naxing-3A, -3B Eros 1                                                                       | Fernerkundung 2× Fernerkundung Technologieerprobung                                                                      |                   | Erfolg                       |
| 15   | 29. Aug. 2024 05:22 | Ceres-1H Y3   | Gelbes Meer 123.2E 36.4N | Yunyao-1 15-17 Jitianxing A03 Suxing-1 01 Tianfu Gaofen-2                                           | 3 Wettersatelliten Erdbeobachtung                                                                                        |                   | Erfolg                       |
| 16   | 19. Dez. 2024       | Ceres-1H      | Gelbes Meer              | Tianqi 33–36                                                                                        | 4× Internet der Dinge |                   | Erfolg                       |
| 2025 |                     |               |                          | | |                   |                              |
| 17   | 20. Jan. 2025       | Ceres-1 Y16   | Jiuquan                  | Yunyao 37–40 Jitianxing A-05                                                                        | 4× Wetterbeobachtung Fernerkundung                                                                                       |                   | Erfolg                       |
| 18   | 17. März 2025       | Ceres-1 Y10   | Jiuquan                  | Airsat 06, 07 Yunyao-1 55–60                                                                        | 2× Erdbeobachtung 6× Wetterbeobachtung                                                                                   |                   | Erfolg                       |
| 19   | 21. März 2025       | Ceres-1       | Jiuquan                  | Yunyao-1 43-48                                                                                      | 6× Wetterbeobachtung |                   | Erfolg                       |
| 20   | 19. Mai 2025        | Ceres-1H Y5   | Gelbes Meer              | Tianqi 16–18, 20                                                                                    | 4× Internet der Dinge |                   | Erfolg                       |

## Pallas-1
Neben der Ceres-1 entwickelt Galactic Energy auch die Pallas-1 (智神星一号), eine zweistufige mittelschwere Trägerrakete, die eine Nutzlast von 5 t in eine erdnahe Umlaufbahn von 200 km Höhe bringen soll, und 3 t in eine sonnensynchrone Umlaufbahn von 700 km Höhe.
Galactic Energy hofft, damit von der China Satellite Network Corporation Aufträge für den Aufbau des Nationalen Netzwerks zu erhalten.
Die Rakete ist 52 m lang, besitzt einen Durchmesser von 3,35 m und ein Startgewicht von 257 t, sie ist für Starts von den Kosmodromen Wenchang und Taiyuan vorgesehen. Die erste Stufe soll in fernerer Zukunft wiederverwendbar sein.
Ab 2019, also ein Jahr nach Gründung der Firma, wurde ein regelbares, mit Raketenkerosin und Flüssigsauerstoff betriebenes und nach dem Nebenstromverfahren arbeitendes Triebwerk namens „Cangqiong“ (苍穹, „Firmament“) entwickelt. Das Triebwerk, das Ende Februar 2022 auf dem Prüfstand erstmals vom Start bis zum Abschalten vollständig getestet wurde, besitzt auf Meereshöhe eine maximale Schubkraft von 500 kN und einen spezifischen Impuls von 2600 m·s−1; im Vakuum hat das Triebwerk einen Schub von 600 kN und einen spezifischen Impuls von 3237 m·s−1. Die Schubkraft kann mittels einer Nadeleinspritzdüse zwischen 40 % und 105 % geregelt werden.
Die erste Stufe besitzt sieben dieser Triebwerke, von denen eines ausfallen kann, ohne die Mission zu gefährden (im Regelbetrieb sollen die Triebwerke nur mit 400 kN laufen).
Die zweite Stufe der Rakete besitzt ein Cangqiong-Triebwerk. Es wird angestrebt, die um 6° aus der Vertikalen schwenkbaren Triebwerke 50 mal wiederzuverwenden.
Die Nutzlastverkleidung hat einen Innendurchmesser von 3,8 m und eine lichte Höhe von 8 m.
Am 17. Mai 2023 war der erste, bei der Galactic Energy Gerätetechnik GmbH in Chizhou, Provinz Anhui hergestellte Prototyp der Rakete fertiggestellt. Nach etwa 60 verschiedenen Tests, unter anderem zur beschädigungslosen Abtrennung der ersten Stufe, soll der Erstflug in der zweiten Jahreshälfte 2024 erfolgen.[veraltet]